# Ziltendorf
Ziltendorf ist eine Gemeinde im Südosten von Brandenburg im Landkreis Oder-Spree. Sie gehört zum Amt Brieskow-Finkenheerd.

## Geografie

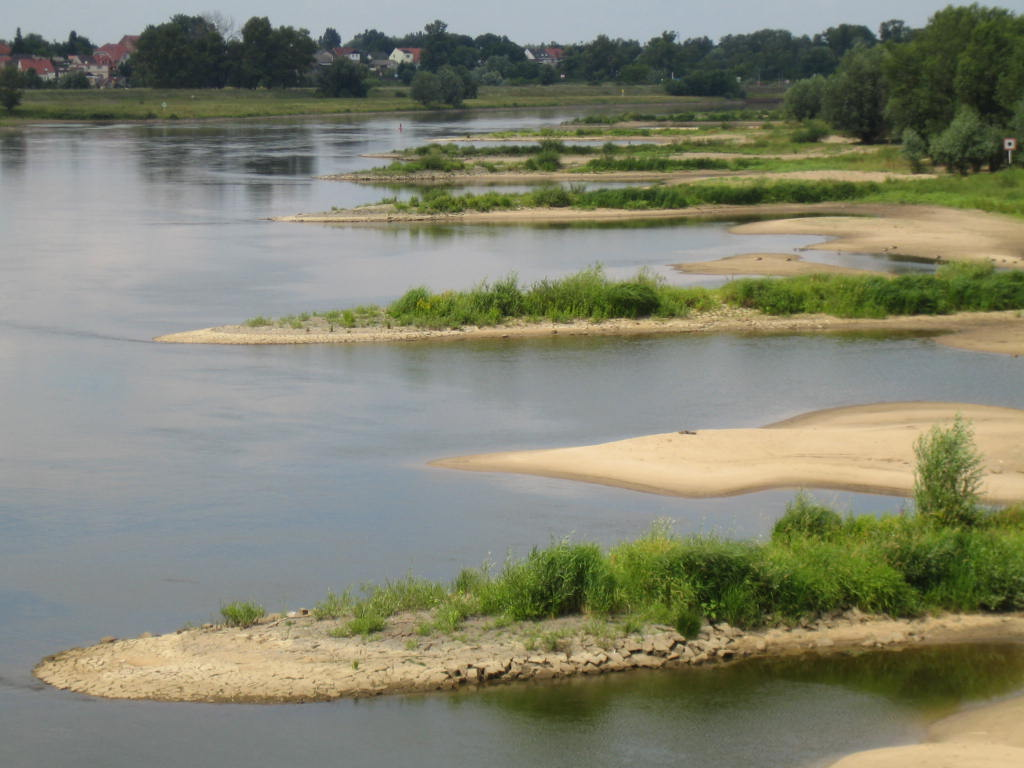
Oder bei Aurith

Die Gemeinde liegt am Rande der Ziltendorfer Niederung, die sich in der Oderaue zwischen dem Oder-Spree-Kanal und der Oder befindet. Beim Oderhochwasser 1997 wurden weite Teile des Gemeindegebietes überflutet, so dass erhebliche Schäden entstanden.

## Gemeindegliederung
Zur Gemeinde gehören die Wohnplätze Aurith und Ernst-Thälmann-Siedlung.

## Geschichte
Die Gemeinde wurde erstmals im Jahr 1316 unter dem Namen Tzuluttendorph urkundlich erwähnt. Aus dem alten Ortsnamen kann auf einen hohen Anteil sorbischer Bauern und Zeidler bei der mittelalterlichen Besiedlung geschlossen werden.
Die Ziltendorfer Ortsgruppe der KPD erlangte während des Reichstagsbrandprozesses nationale Bekanntheit, weil ein Angehöriger der Zelle vor dem Reichsgericht in Leipzig aussagte.
Von 1406 bis 1817 (mit Ausnahme einer sechsjährigen Verpachtungszeit) war das Dorf im Stiftbesitz des Klosters Neuzelle, danach gehörte es zum  Kreis Guben in der preußischen Provinz Brandenburg und ab 1952 zum Kreis Fürstenberg (Oder) – später Kreis Eisenhüttenstadt-Land im DDR-Bezirk Frankfurt (Oder).

## Bevölkerungsentwicklung
| Jahr | Einwohner |
| ---- | --------- |
| 1875 | 1197      |
| 1890 | 1361      |
| 1910 | 1376      |
| 1925 | 1431      |
| 1933 | 1503      |
| 1939 | 1414      |

| Jahr | Einwohner |
| ---- | --------- |
| 1946 | 1699      |
| 1950 | 2026      |
| 1964 | 1772      |
| 1971 | 1849      |
| 1981 | 1648      |
| 1985 | 1566      |

| Jahr | Einwohner |
| ---- | --------- |
| 1990 | 1493      |
| 1995 | 1499      |
| 2000 | 1658      |
| 2005 | 1692      |
| 2010 | 1613      |
| 2015 | 1570      |

| Jahr | Einwohner |
| ---- | --------- |
| 2020 | 1483      |
| 2021 | 1479      |
| 2022 | 1451      |
| 2023 | 1445      |
| 2024 | 1428      |

Gebietsstand des jeweiligen Jahres, Einwohnerzahl: Stand 31. Dezember (ab 1991), ab 2011 auf Basis des Zensus 2011, ab 2022 auf Basis des Zensus 2022

## Politik

### Gemeindevertretung
Die Gemeindevertretung von Ziltendorf besteht entsprechend der Einwohnerzahl der Gemeinde (Stand: 2024) aus 10 Gemeindevertretern und dem ehrenamtlichen Bürgermeister. Die Kommunalwahl am 9. Juni 2024 führte bei einer Wahlbeteiligung von 77,4 % zu folgendem Ergebnis:
| Partei / Wählergruppe                    | Stimmenanteil 2019 | Sitze 2019 |        | Stimmenanteil 2024 | Sitze 2024 |
| ---------------------------------------- | ------------------ | ---------- | ------ | ------------------ | ---------- |
| Wählervereinigung Ziltendorfer Niederung | 18,0 %             | 2          | 72,4 % | 7                  |            |
| Einzelbewerber Danny Langhagel           | –                  | –          | 11,8 % | 1                  |            |
| SPD                                      | 09,0 %             | 1          | 08,5 % | 1                  |            |
| Einzelbewerber Volkmar Kurth             | –                  | –          | 05,4 % | 1                  |            |
| Bündnis 90/Die Grünen                    | –                  | –          | 01,9 % | –                  |            |
| CDU                                      | 39,6 %             | 5          | –      | –                  |            |
| Einzelbewerber Stefan Lehmann            | 14,8 %             | 1          | –      | –                  |            |
| Einzelbewerber Axel Borchert             | 09,6 %             | 1          | –      | –                  |            |
| Einzelbewerber Marko Schäfer             | 09,2 %             | 1          | –      | –                  |            |
| Insgesamt                                | 100 %              | 11         | 100 %  | 10                 |            |

Bei der Wahl 2019 entfielen auf den Einzelbewerber Stefan Lehmann zwei Sitze, von denen einer unbesetzt blieb.

### Bürgermeister
- 1990–1993: Günter Lehmann[10]
- 1993–2011: Frank-Reiner Vierling (CDU)[11]
- 2011–2021: Danny Langhagel (CDU)
- seit 2021: Heiko Hillebrand (Wählervereinigung Ziltendorfer Niederung)[12]

Langhagel wurde bei der Bürgermeisterwahl am 26. Mai 2019 mit 68,0 % der gültigen Stimmen wiedergewählt. Er trat am 8. September 2021 zurück.
Hillebrand wurde im September 2021 durch die Gemeindevertretung zu seinem Nachfolger gewählt. Am 9. Juni 2024 wurde er mit 78,1 % der gültigen Stimmen in seinem Amt bestätigt. Seine Amtszeit beträgt fünf Jahre.

### Wappen
Das Wappen wurde am 18. Mai 1998 genehmigt.
Blasonierung: „In Blau unter silbernem Wellenbalken eine goldene Korngarbe, begleitet rechts von einem goldenen Kleeblattkreuz und links von einem goldenen Doppelhaken.“

## Sehenswürdigkeiten und Kultur

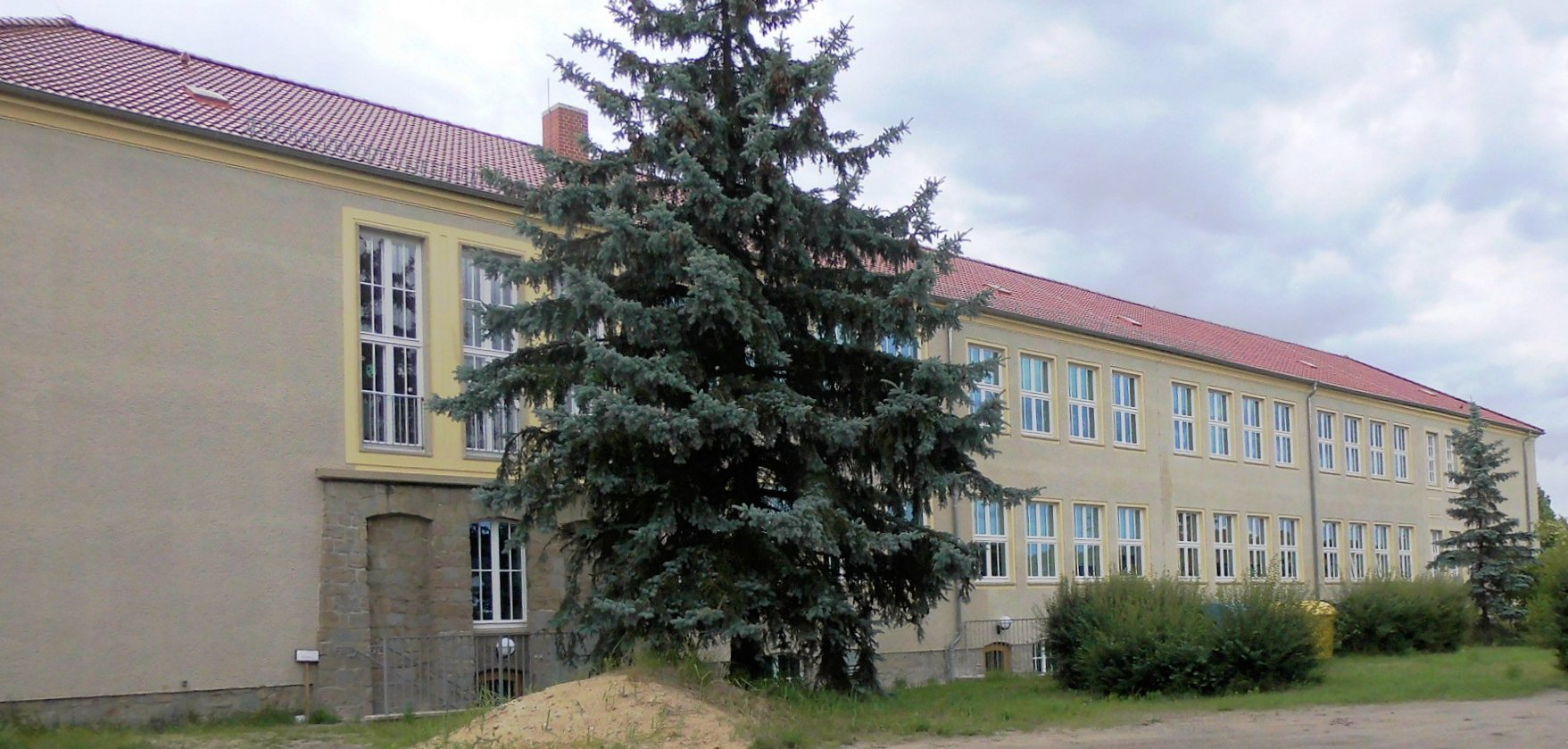
Grundschule Ziltendorf (unter Denkmalschutz)

In der Liste der Baudenkmale in Ziltendorf stehen die in der Denkmalliste des Landes Brandenburg eingetragenen Baudenkmale.
Zu den Sehenswürdigkeiten des Ortes zählt die evangelische Dorfkirche mit ihren beiden Kirchenglocken aus dem 14. und 16. Jahrhundert. Sie wurde nach der totalen Zerstörung im Zweiten Weltkrieg Ende der 1990er Jahre neu errichtet.
Im Bürgerhaus, Bahnhofstr. 2, befindet sich eine Ausstellung zum Oderhochwasser 1997.
Musik
Blaskapelle Ziltendorf

## Wirtschaft und Infrastruktur
Ziltendorf ist durch die landwirtschaftliche Nutzung der Ziltendorfer Niederung geprägt. Sie verfügt über ein erschlossenes Gewerbegebiet.

### Unternehmen

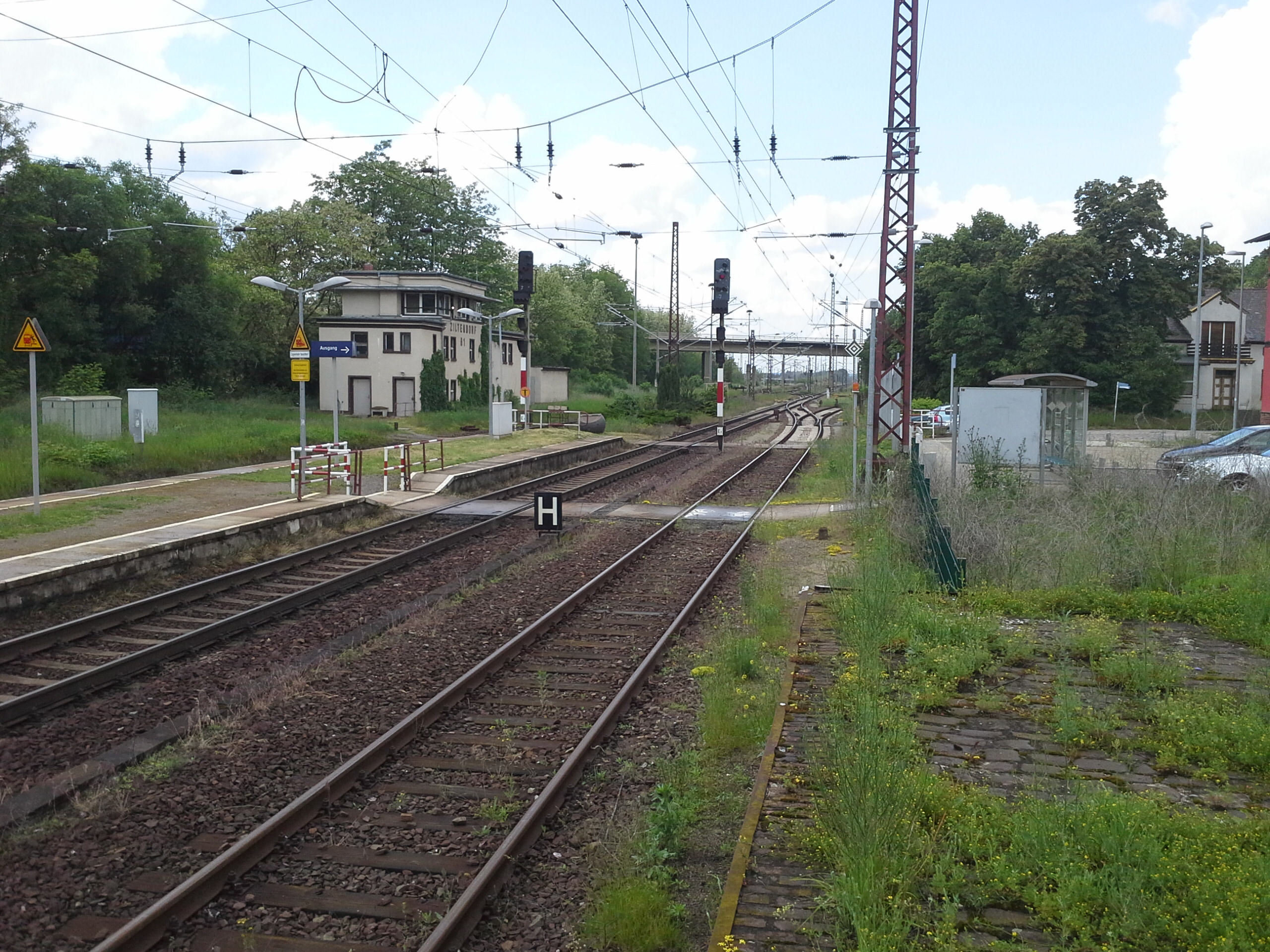
Bahnhof Ziltendorf

- FeroTherm Thermolux GmbH
- SET up Computersysteme GmbH

### Verkehr
Ziltendorf liegt an der Bundesstraße 112 zwischen Frankfurt (Oder) und Eisenhüttenstadt sowie an der Landesstraße L 371 zwischen Ziltendorf und dem Ortsteil Aurith.
Der Bahnhof Ziltendorf liegt an der Bahnstrecke Frankfurt (Oder)–Guben–Cottbus und wird abwechselnd von der Regional-Express-Linie RE 10 (Frankfurt (Oder)–Cottbus–Leipzig Hbf), sowie von der Regionalbahnlinie RB 43 (Frankfurt (Oder)–Cottbus–Falkenberg (Elster)) jeweils im Zweistundentakt bedient.
Zudem befindet sich am Rande des Ortes der Werkbahnhof der ArcelorMittal Eisenhüttenstadt mit 16 Gleisen, die im benachbarten Eisenhüttenstadt ein integriertes Hüttenwerk betreibt.

### Bildung
- Grundschule Ziltendorf

## Söhne und Töchter der Gemeinde
- Erich Krüger (1894–nach 1945), Politiker (NSDAP)
- Georg Stein (1897–1976), Zoologe
- Gerhard Lauke (* 1952), Radrennfahrer